# Romy – Portrait eines Gesichts
Romy – Portrait eines Gesichts ist eine TV-Dokumentation aus dem Jahr 1966, den der Filmregisseur Hans-Jürgen Syberberg über die Filmschauspielerin Romy Schneider gedreht hat. Er wurde vom Studienprogramm des Bayerischen Rundfunks (BR) produziert und im Frühjahr 1967 zum ersten Mal im Fernsehen gesendet.

## Inhalt
Der Filmregisseur Syberberg porträtiert die aufstrebende Filmschauspielerin Romy Schneider: Die TV-Dokumentation wurde während drei Tagen im Februar 1966 in Kitzbühel gedreht. Syberberg zeigt Romy Schneider beim Skifahren am Kitzbüheler Horn, beim Spaziergang rund um Schloss Kaps und beim ausführlichen Gespräch am Kaminfeuer über ihre Karriere räsonierend: Romy Schneider äußert ihren großen Wunsch, in Deutschland und Österreich Theater zu spielen, bekennt aber gleichzeitig ihre große Angst vor dem Lampenfieber auf der Bühne. Sie erzählt über den Beginn ihrer Karriere mit der ersten Filmrolle 1953 an der Seite ihrer Mutter Magda Schneider sowie über den großen Publikumserfolg der „Sissi-Filme“. Sie spricht über ihr Alltagsleben während der drehfreien Zeit in Paris, das „Starsystem“ in den USA und die Dreharbeiten zum Film Der Prozeß (1962) mit Regisseur Orson Welles sowie über ihre Begegnung mit Coco Chanel.
Syberberg zeigt eine erstaunlich offene Romy Schneider, mit dem ganzen Zauber ihrer 27-jährigen physischen Schönheit, der weich-modulierten Stimme, gleichzeitig erkennt man aber auch ihre große Sensibilität, ihre Nervosität und die Selbstzweifel der Schauspielerin. Der Zuschauer bekommt einen tiefen Einblick von Romy Schneiders Charakter vermittelt, das Porträt strahlt eine große direkte Nähe aus. Der Film ist unterlegt mit Musik der 1960er Jahre (Oscar Petersons Tangerine, Chanson "Que c'est triste Venise" von Charles Aznavour  und Song Bee-Bom von Sammy Davis jr.) und vermittelt anschaulich das Freizeitleben der Romy Schneider.

## Filmausschnitte
Der Dokumentarfilm zeigt Ausschnitte aus den folgenden Filmen:
- Der Prozeß (1962)
- Schornstein Nr. 4 (1966)